# 公元前13世纪国家领导人列表
公元前13世纪（前1300年—前1201年）世界各国领导人列表。

## 非洲

### 古埃及
- 新王國時期第十八王朝（列表）－

- 霍朗赫布，法老，前1319年－前1292年

- 新王國時期第十八王朝（列表）－

- 拉美西斯一世，法老，前1292年－前1290年
- 塞提一世，法老，前1290年－前1279年
- 拉美西斯二世，法老，前1279年－前1213年
- 麦伦普塔，法老，前1213年－前1203年
- 阿蒙麦西斯，法老，前1203年－前1197年
- 塞提二世，法老，前1201年－前1198年

## 西亚

### 亚述
- 中亚述时期

- 阿达德尼拉里一世，国王，前1308年-前1275年
- 萨尔玛那萨尔一世，国王，前1275年-前1245年
- 图库尔蒂-尼努尔塔一世，国王，前1245年-前1208年
- 亚述纳迪纳普利，国王，前1207年-前1204年
- 亚述尼拉里三世，国王，前1203年-前1197年

### 巴比伦尼亚
- 加喜特王朝（巴比伦第三王朝）

- 那兹·玛鲁塔什，约前1306年－前1280年
- 卡达什曼·图古尔，约前1280年－前1262年
- 卡达什曼·恩利尔二世，约前1262年－前1254年
- 库杜尔·恩利尔，约前1254年－前1245年
- 沙噶拉克提·舒瑞亚什，约前1245年－前1233年
- 卡什提里亚什四世，约前1233年－前1225年
- 恩利尔·那丁·舒米，约前1224年
- 卡达什曼·哈尔帕二世，约前1223年
- 阿达德-舒马-伊丁那，约前1222年－前1217年
- 阿达德·苏姆·乌苏尔，约前1216年－前1187年

### 埃兰
- 伊吉尔基德王朝

- Kidin-Hutran II，国王（ ？）
- Napirisha-Untash或Humban-Untash, 国王（ ？）
- Pahir-Ishshan II, 国王（ ？）
- Unpatar-Napirisha或Unpatar-Humban, 国王（ ？）
- Kidin-Hutran III, 国王（约前1224年－约前1217年）

### 赫梯
- 赫梯新王国

- 穆尔西里二世，国王（前1330年－前1295年或前1322年－前1285年，约前1321年－前1295年，短年表）
- 穆瓦塔里二世，国王（前1295年－前1282年或前1285年－前1273年；约前1295年－前1272年，短年表）
- 乌尔希泰舒普（穆尔西里三世），国王（前1282年－前1275年或前1273年－前1266年；约前1272年－前1267年，短年表）
- 哈图西里三世，国王（前1275年－前1245年或前1266年－前1236年；约前1267年－前1237年，短年表）
- 图特哈里四世，国王（前1245年－前1215年或前1236年－前1220年，约前1237年－前1209年，短年表）
- 阿尔努万三世，国王（前1215年－前1210年或前1220年－前1218年；约前1209年－前1207年，短年表）
- 苏庇路里乌玛二世，国王（前1210年或前1218年－前1200年；约前1207年－前1178年，短年表）

### 推罗
- Aribas，国王，约前1230年
- Baal-Termeg，国王，约前1220年

### 米坦尼
- 舒塔尔那三世
- 沙提瓦扎
- 沙图瓦拉
- 瓦萨沙塔
- 沙图瓦拉二世

### 乌加里特
- Niqmepa，国王（约前1313年－前1260年）
- Ammittamru II, 国王（约前1260年－前1235年）
- Ibiranu, 国王（约前1235年－前1225/1220年）
- Niqmaddu III, 国王（约前1225/1220年－前1215年）
- Ammurapi, 国王（约前1200年）

## 东亚

### 中国
- 商朝：

- 盘庚，约前1315年－约前1287年
- 小辛，约前1287年－约前1284年
- 小乙，约前1284年－约前1250年
- 武丁，约前1250年－约前1192年

- 古蜀：蠶叢、柏灌

## 欧洲

### 古希腊
雅典
- 卡伊拉索斯，国王，前1317年－前1292年
- 潘狄翁二世，国王，前1292年－前1291年
- 米提昂，国王，前1291年－前1291年
- 埃勾斯，国王，前1291年－前1234年
- 忒修斯，国王，前1234年－前1204年或前1213年
- 墨涅斯修斯，国王，前1204年－前1181年或前1213年－前1191年